# Taylor Sandbothe
Taylor Sandbothe (Lee's Summit, 15 dicembre 1994) è una pallavolista statunitense, centrale della LOVB Madison.

## Biografia
Figlia di Mike e Teri Sandbothe. Suo padre giocava a pallacanestro per la University of Missouri. Ha una fratello, Garrett, e una sorella, Elizabeth, pallavolista alla Kansas State e in seguito professionista. Nel 2013 si diploma alla Lee's Summit West High School e in seguito studia lingue alla Ohio State University.

## Carriera

### Club
La carriera di Taylor Sandbothe inizia nei tornei scolastici del Missouri, giocando per la Lee's Summit West High School. Dopo il diploma gioca per la Ohio State, partecipando alla NCAA Division I dal 2013 al 2016, ricevendo qualche riconoscimento individuale. 
Appena conclusi gli impegni con la sua università, firma il suo primo contratto professionistico col RC Cannes, partecipando alla seconda parte della stagione 2016-17 nella Ligue A francese. Nel 2018 firma per la seconda parte di stagione col Regatas Lima, nella Liga Nacional Superior de Voleibol peruviana. In seguito firma per il solo campionato asiatico per club 2018 col Supreme Chonburi, vincendo il torneo.
Nel gennaio 2019 è nuovamente in Perù, questa volta firmando per la seconda parte della LNSV 2018-19 con l'Alianza Lima. Dopo un nuovo periodo di inattività, torna in campo nel 2021 per la prima edizione dell'Athletes Unlimited; in seguito gioca a Porto Rico, partecipando alla Liga de Voleibol Superior Femenino 2021 con le Criollas de Caguas, con cui si aggiudica lo scudetto, venendo inoltre premiata come MVP del torneo.
Nel 2022 partecipa alla seconda edizione dell'Athletes Unlimited: conclusi gli impegni in patria è nuovamente di scena a Porto Rico per la Liga de Voleibol Superior Femenino 2022, che disputa con le Valencianas de Juncos fino alla loro eliminazione, dopo la quale torna a vestire la casacca delle Criollas de Caguas per la finale scudetto, venendo inoltre inserita nello All-Star Team del torneo.
Per la Liga de Voleibol Superior Femenino 2023 è in forza alle Changas de Naranjito, senza però concludere l'annata. Torna in campo in Portogallo per il campionato 2023-24, disputando la Primeira Divisão con il Porto, con cui conquista lo scudetto. Viene poi ingaggiata per la prima edizione della League One Volleyball dalla LOVB Madison.

## Palmarès

### Club
- Campionato portoricano: 1

2021
- Campionato portoghese: 1

2023-24
- Campionato asiatico per club: 1

2018

### Premi individuali
- 2014 - NCAA Division I: Louisville Regional All-Tournament Team
- 2015 - All-America First Team
- 2016 - All-America Second Team
- 2021 - Liga de Voleibol Superior Femenino: MVP
- 2022 - Liga de Voleibol Superior Femenino: All-Star Team